# Skin (japanische Band)
Skin (oder auch S.K.I.N.) ist eine japanische Supergroup, die zwischen 2006 und 2007 gemeinsam von Yoshiki Hayashi und Gackt in Los Angeles, Kalifornien gegründet wurde. Wenig später wurden auch Sugizo und Miyavi als weitere Mitglieder vorgestellt. Seit ihrem ersten und bisher einzigem Konzert im Juni 2007 gab es keine weiteren Veröffentlichungen oder Ankündigungen bezüglich der Zukunft der Gruppe.

## Bandgeschichte
Im August 2006 gab Yoshiki Hayashi (Gründungsmitglied, Schlagzeuger und Pianist von X Japan) auf der Otakon 2006 Anime-Convention in den Vereinigten Staaten bekannt, dass er darüber nachdenke gemeinsam mit Gackt (ehemaliger Sänger von Malice Mizer) eine Band zu gründen. Im Dezember desselben Jahres wurde bestätigt, dass Sugizo (Gitarrist von Luna Sea) als mögliches drittes Mitglied der Gruppe beitreten könnte. Am 25. Mai 2007 wurde die Gründung der Band auf dem J-Rock Revolution Festival in Los Angeles endgültig bekannt gegeben. Zusätzlich zu den drei bisher angekündigten Mitgliedern, wurde auch Miyavi (ehemaliges Mitglied von Due'le quartz) als Gitarrist vorgestellt. Yoshiki bestätigte, dass die Gruppe plant ein Album zu veröffentlichen und die ersten Aufnahmen dafür bereits im März 2007 stattgefunden haben.
Am 29. Juni 2007 gaben Skin ihr erstes und bisher einziges Konzert auf der Anime Expo in Long Beach, Kalifornien. Auf Grund des Fehlens eines permanenten Bassisten wurden sie während des Auftritts von Ju-Ken, welcher vorher als Musiker für GacktJOB tätig war, unterstützt.